# Noctua prosequa
Noctua prosequa là một loài bướm đêm trong họ Noctuidae.